# Пендлтон (Південна Кароліна)
Пендлтон (англ. Pendleton) — місто (англ. town) в США, в окрузі Андерсон штату Південна Кароліна. Населення — 3489 осіб (2020).

## Географія
Пендлтон розташований за координатами 34°38′59″ пн. ш. 82°46′58″ зх. д. / 34.64972° пн. ш. 82.78278° зх. д. (34.649802, -82.782843).  За даними Бюро перепису населення США в 2010 році місто мало площу 9,88 км², з яких 9,82 км² — суходіл та 0,07 км² — водойми. В 2017 році площа становила 12,09 км², з яких 12,02 км² — суходіл та 0,07 км² — водойми.

## Демографія
Згідно з переписом 2010 року, у місті мешкали 2964 особи в 1412 домогосподарствах у складі 794 родин. Густота населення становила 300 осіб/км².  Було 1693 помешкання (171/км²).
Расовий склад населення:
| - 72,3 % — білих - 23,3 % — чорних або афроамериканців - 1,2 % — азіатів - 0,3 % — корінних американців - 0,1 % — вихідців з тихоокеанських островів |

До двох чи більше рас належало 2,6 %. Частка іспаномовних становила 1,6 % від усіх жителів.
За віковим діапазоном населення розподілялося таким чином: 18,2 % — особи молодші 18 років, 62,0 % — особи у віці 18—64 років, 19,8 % — особи у віці 65 років та старші. Медіана віку мешканця становила 40,4 року. На 100 осіб жіночої статі у місті припадало 88,5 чоловіків;  на 100 жінок у віці від 18 років та старших — 83,5 чоловіків також старших 18 років.
Середній дохід на одне домашнє господарство  становив 35 939 доларів США (медіана — 24 296), а середній дохід на одну сім'ю — 47 843 долари (медіана — 41 387). Медіана доходів становила 40 417 доларів для чоловіків та 35 457 доларів для жінок. За межею бідності перебувало 32,3 % осіб, у тому числі 47,5 % дітей у віці до 18 років та 16,6 % осіб у віці 65 років та старших.
Цивільне працевлаштоване населення становило 1185 осіб. Основні галузі зайнятості: освіта, охорона здоров'я та соціальна допомога — 43,2 %, виробництво — 20,7 %, мистецтво, розваги та відпочинок — 8,1 %, роздрібна торгівля — 6,4 %.